# Platyzosteria biglumis
Platyzosteria biglumis är en kackerlacksart som först beskrevs av Henri Saussure 1864.  Platyzosteria biglumis ingår i släktet Platyzosteria och familjen storkackerlackor. Inga underarter finns listade i Catalogue of Life.